# 大赤沙

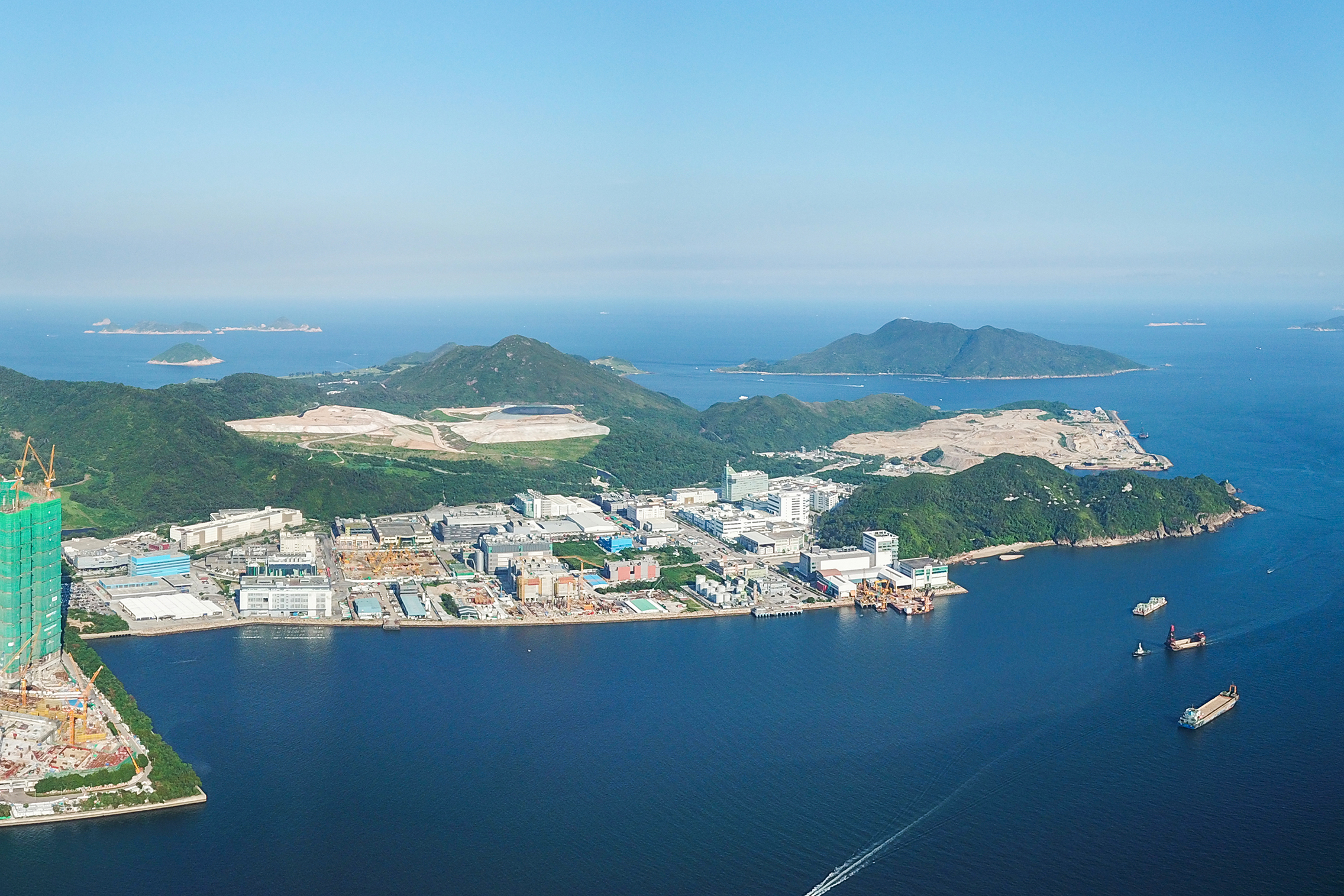
大赤沙（2018年）

大赤沙（英語：Tai Chik Sha）位於香港新界將軍澳南部，北面為小赤沙及日出康城，南面為將軍澳創新園的所在地。在明代刊行的地方誌《粵大記》當中的「廣東沿海圖」，已經標有大赤沙的地名。另外，將軍澳創新園內設有大赤沙消防局。

## 環境
大赤沙距離新界東南堆填區只有大約300米，附近還有電視廣播城及將軍澳創新園等建築物。

## 主要道路
- 環保大道
- 環澳路

## 主要建築物
- 將軍澳匯豐大廈
- 電視廣播城
- 惠康新鮮食品中心
- 卡樂B四洲有限公司
- 蘋果日報及壹傳媒總部
- 香港航空發動機維修服務有限公司
- 香港飛機工程維修服務有限公司
- 日立電梯將軍澳中心
- 峻瀅
- 捷和神鋼中心（擬建4座住宅，提供666個單位）
- 東洋鋁建廠（獲批興建3座住宅物業，涉及約888伙）

## 交通

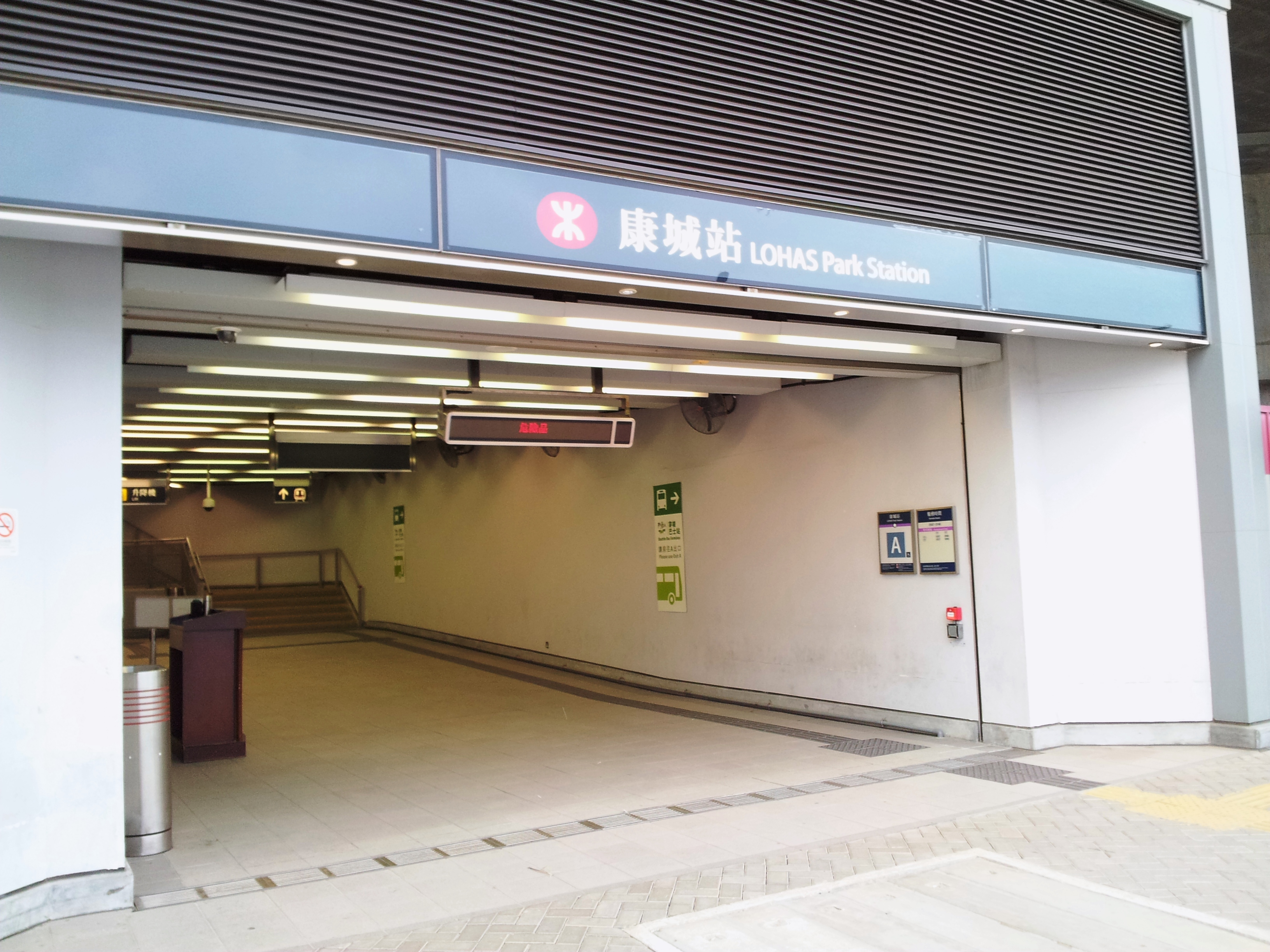
港鐵康城站

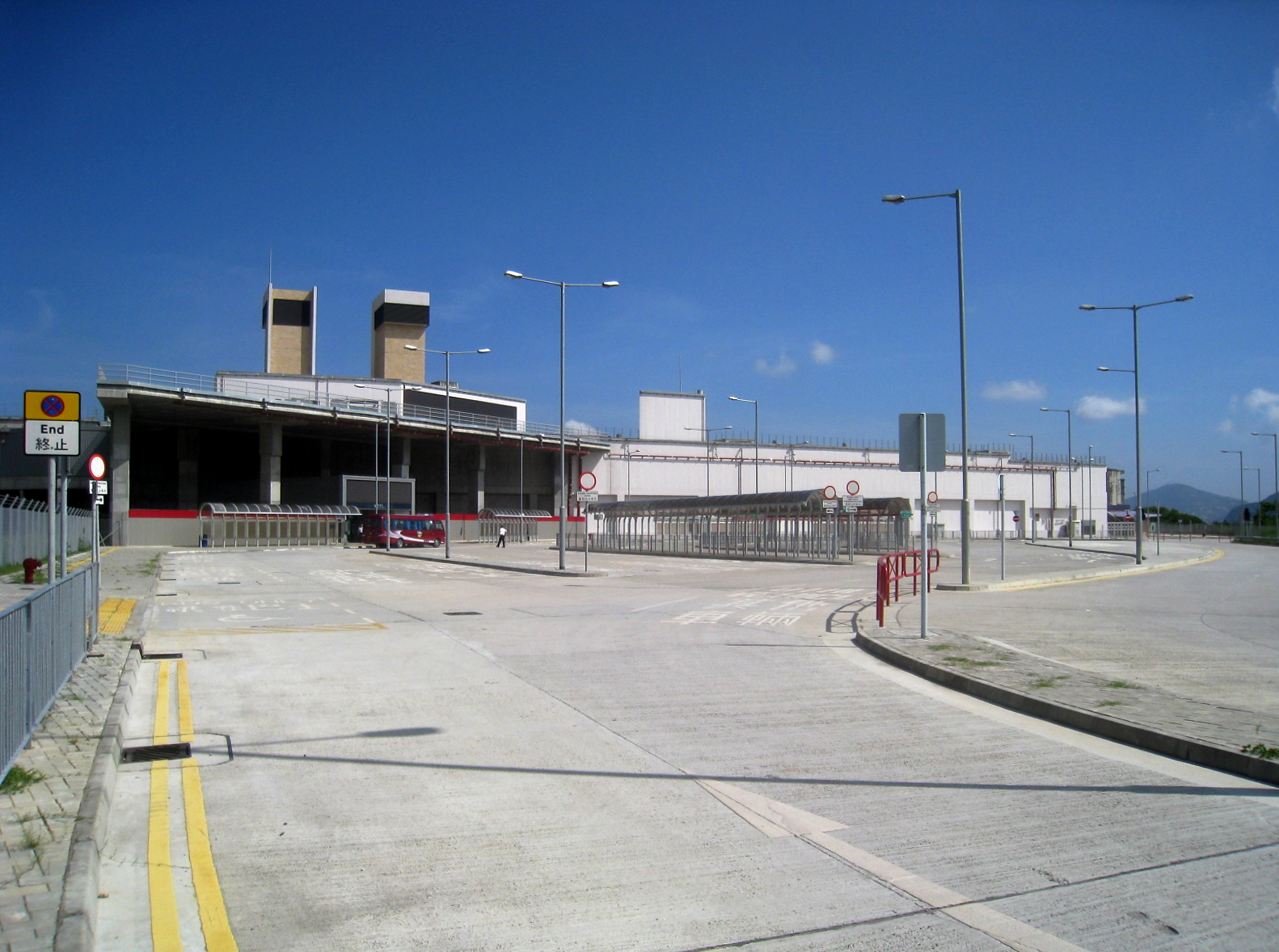
康城站公共運輸交匯處

交通主要依賴港鐵將軍澳綫康城站，每四班將軍澳綫列車就會有一班經將軍澳綫列車前往康城站，平均每12分鐘一班。

## 區議會議席分佈
正如前述，大、小赤沙及百勝角附近的住宅發展以日出康城為主，其餘部分人口不多。所以自日出康城發展後，部分地方劃出坑口東選區，形成新的選區。
| 年度/範圍    | 2000-2003  | 2004-2007  | 2008-2011  | 2012-2015  | 2016-2019  | 2020-2023  | 2024-2027      |
| ------------ | ---------- | ---------- | ---------- | ---------- | ---------- | ---------- | -------------- |
| 環保大道以東 | 坑口東選區 | 坑口東選區 | 坑口東選區 | 坑口東選區 | 坑口東選區 | 坑口東選區 | 西貢及坑口選區 |
| 環保大道以西 | 尚德選區   | 尚德選區   | 環保選區   | 環保選區   | 請參閱下表 | 請參閱下表 | 西貢及坑口選區 |

環保大道沿線地區選區分佈
| 年度/範圍        | 2016-2019  | 2020-2023  |
| ---------------- | ---------- | ---------- |
| 清水灣半島       | 環保北選區 | 環保北選區 |
| 峻瀅             | 環保北選區 | 環保北選區 |
| 日出康城第一期   | 環保北選區 | 環保北選區 |
| 日出康城第二期   | 環保南選區 | 環保南選區 |
| 日出康城第三期   | 環保南選區 | 環保南選區 |
| 日出康城其他期數 | 環保南選區 | 環保南選區 |
| 將軍澳工業邨     | 環保南選區 | 環保南選區 |

註：以上主要範圍尚有其他細微調整（包括編號），請參閱有關區議會選舉選區分界地圖及條目。

## 鄰近地區
- 將軍澳市中心
- 調景嶺
- 百勝角
- 清水灣
- 小赤沙
- 日出康城

## 當區區議員(2012-2015)
- Q24環保（日出康城、清水灣半島）：方國珊